# Giampaolo Letta
Giampaolo Letta (Roma, 15 aprile 1966) è un dirigente d'azienda e produttore cinematografico italiano, vicepresidente e amministratore delegato di Medusa Film.

## Biografia
È figlio del giornalista e politico Gianni e cugino del politico ed ex presidente del Consiglio Enrico e nipote del matematico Giorgio Letta. Ottenuta la maturità al Liceo Classico Villa Flaminia e conseguita la laurea in Giurisprudenza presso l’Università “La Sapienza” di Roma, cominciò presto a lavorare grazie a Luca Cordero di Montezemolo, amico di famiglia.
Assolto il servizio militare come ufficiale dei Carabinieri e grazie sempre a Luca Cordero di Montezemolo, fece uno stage alla Ferrari negli Stati Uniti; rientrato in Italia grazie a Silvio Berlusconi, conosce il presidente di Medusa Film Carlo Bernasconi. Nel 2004 è diventato vicepresidente e amministratore delegato di Medusa Film.
Nel 2009 secondo una classifica di Ciak è risultato l'uomo più potente del cinema italiano. Nello stesso anno ha anche ricevuto una nomination all'edizione del 2010 dei Golden Globe per il film Baarìa di Giuseppe Tornatore.
Dal 2010 è nel consiglio direttivo di Unindustria (Unione degli industriali del Lazio legata a Confindustria) con la carica di vicepresidente. Nel 2013-2014 è membro del comitato scientifico del Master in Gestione della Produzione Cinematografica e Televisiva svolto presso la LUISS Business School di Roma.
Ricopre anche le cariche di vice presidente vicario di ANICA (Associazione Nazionale Industrie Cinematografiche Audiovisive e Multimediali), vice presidente della Fondazione Lazio per lo sviluppo dell'audiovisivo e membro del Comitato tecnico contro la pirateria digitale e multimediale presso la Presidenza del Consiglio dei ministri, vicepresidente dellUnione degli Industriali di Roma e membro del comitato di presidenza dell'Associazione Civita (società no-profit che si occupa di arte e cultura) presieduta dal padre.
Il 6 maggio 2015 riceve il Premio Guido Carli nella sala della Regina a Montecitorio alla presenza del padre Presidente della giuria che è composta da Barbara Palombelli, Vittorio Feltri, Mario Orfeo, Roberto Rocchi, Franco Bernabè, Antonio Patuelli, Matteo Marzotto, Giovanni Malagò, Debora Paglieri, Guido Massimo Dell’Omo.